# Gia Nghĩa
Gia Nghĩa ist die Hauptstadt der Provinz Đắk Nông in Vietnam. Sie befindet sich im Zentralen Hochland nahe der Grenze zu  Kambodscha. Die Provinzstadt Gia Nghĩa hatte 2019 eine Einwohnerzahl von 63.046. Die Stadt verfügt seit 2019 über das Stadtrecht und besitzt den Status einer Provinzstadt der 3. Klasse.

## Galerie

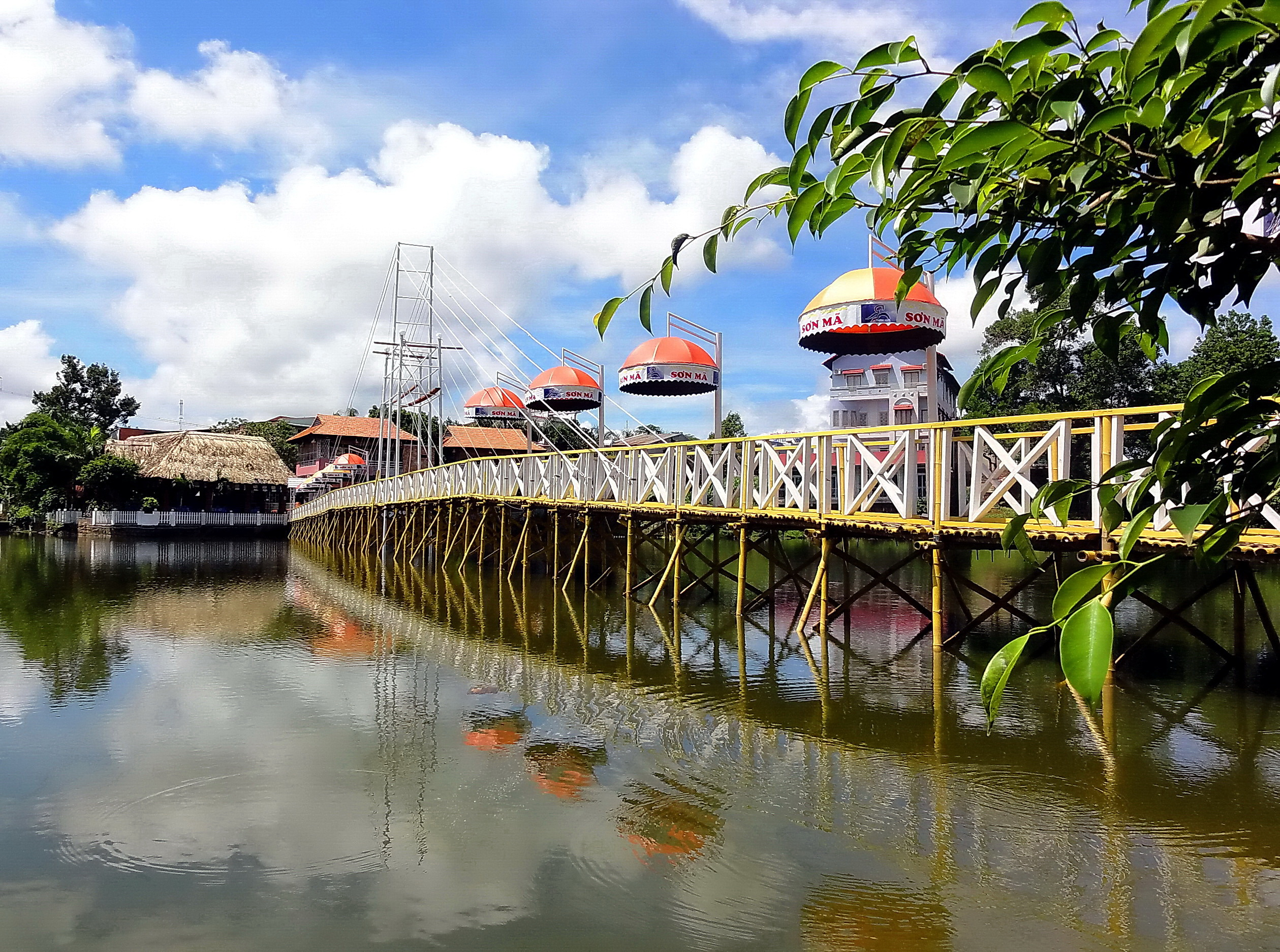
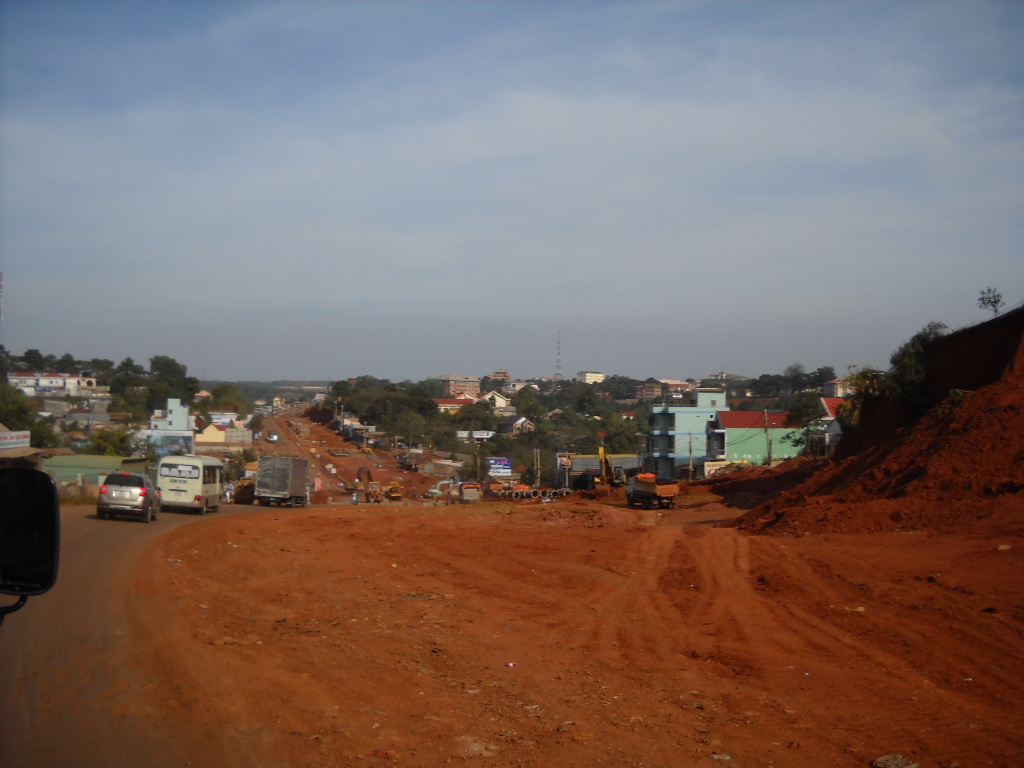